# Alejo Carpentier
Alejo Carpentier y Valmont (Lausana (Suïssa), 26 de desembre del 1904 – París (França), 24 d'abril del 1980), fou un novelista i narrador cubà que influí notablement en la literatura llatinoamericana durant la seva època daurada, l'anomenat «boom llatinoamericà». La crítica el considera un dels escriptors fonamentals del segle XX en llengua castellana, i un dels artífexs de la renovació literària llatinoamericana, en particular a través d'un estil que incorpora diverses dimensions i aspectes de la imaginació per recrear la realitat, elements que contribuïren a la formació i ús de «lo real maravilloso».
També exercí les professions de periodista, durant gran part de la seva vida, i musicòleg, amb investigacions musicals i organització de concerts, entre altres activitats, tot i que la fama li va arribar per la seva activitat literària.

## Biografia

### Infància a Cuba
Tot i que durant molt de temps es va pensar que havia nascut a l'Havana (Cuba), la troballa pòstuma de la seva partida de naixement a Suïssa demostrà que en realitat havia nascut a Lausana. Era fill de l'arquitecte francès Georges Alvarez Carpentier i de Lina Valmont, professora d'idiomes d'origen rus. Es pot dir que es va educar enmig d'un profund «mestissatge cultural».
La família es traslladà a l'Havana perquè el pare tenia interès per la cultura hispànica i ganes de viure en un país jove que li permetés escapar de la decadència europea. Així, Carpentier cresqué en contacte amb pagesos cubans, blancs i negres, «homes mal nodrits, carregats de misèria, dones envellides prematurament; nens mal alimentats, coberts de malalties». Una realitat que posteriorment plasmaria en les seves obres.
Va anar a escola durant els primers anys de la República Independiente, un període en el qual l'ensenyament encara era el del període colonial espanyol, perquè no tenien material docent actualitzat: «D'acord amb els llibres que estaven vigents i s'empraven a l'Espanya de finals del segle XIX».
A l'edat d'onze anys, es traslladaren a una finca rural propera a l'Havana. Dels onze als disset anys, el van educar els seus pares: ell li ensenyava literatura i ella música, cosa que va influir molt en ell, i que va determinar que sentís una gran inclinació pels estudis musicals des d'aleshores. En aquella època, el seu pare els abandonà i ell deixà els seus estudis i començà a treballar per ajudar a la seva mare.

### Joventut a França i a Cuba
Després de la primària, es traslladà a París per fer part de la secundària. Hi estudià teoria de la música i arribà a ser, segons ell mateix, «un pianista acceptable». Des del 1917 continuà estudiant teoria musical a l'Havana, i el 1920 ingressà a l'escola d'Arquitectura, però no acabà aquests estudis.
A principis dels anys vint començà a implicar-se en política, especialment en l'«avortada revolució de Veterans i Patriotes», el 1923. Malgrat que va associar-se sobretot a grups artístics, sempre tenien inquietuds polítiques i van desenvolupar una lluita contra la dictadura de Gerardo Machado (des del 1925) i contra el capitalisme nord-americà.

### Vida a Cuba
Des del 1921, feu de periodista la major part de la seva vida. Al diari La Discusión, de L'Havana, hi publicà els seus primers treballs literaris, bàsicament resums d'obres conegudes. Aquest mateix any abandonà definitivament els estudis universitaris i viatjà un cop més a França. Quan va tornar dos anys després, redactà articles de crítica musical i teatral a La Discusión i a El Heraldo de Cuba. La seva situació econòmica s'estabilitzà en aquests anys, com a cap de redacció de la revista comercial Hispania. Escrigué una història del calçat per encàrrec del gremi de fabricants, i també col·laborà a la secció de moda de la revista Social amb el pseudònim «Jacqueline».
El 1923 participà en la Protesta dels Tretze amb el «Grupo Minorista», del que en fou fundador. Aquest grup, malgrat que els seus membres el descrivien com intel·lectual i apolític, participà activament en l'oposició al president Alfredo Zayas. Després es van integrar en la «Falange de Acción Cubana», que organitzà el fracassat moviment insurreccional de l'«Asociación de Veteranos y Patriotas».
Entre el 1924 i el 1928, Carpentier fou redactor de la revista Carteles. El 1926 assistí a un congrés de periodistes a Mèxic, convidat pel govern mexicà, i hi conegué Diego Rivera, amb qui va mantenir una llarga amistat. Aquest període fou molt important en la formació de llur personalitat artística; va poder conèixer tots els barris de l'Havana i hi descobrí l'arquitectura colonial i l'ambient de La Habana Vieja, elements que li serviran després per ambientar molts dels seus assaigs i novel·les. Les seves obres i les seves declaracions dels anys 1920 al 1928 mostren que s'implicà decididament en l'avantguardisme cubà, i que feu amistat amb les seves figures principals. Carpentier també amplià els seus coneixements musicals tot escoltant el compositor Amadeo Roldán.
El 1927 signà el «Manifest Minorista», cosa que el dugué a la presó per comunista per un període de set mesos. A la presó hi redactà la primera versió de la seva novel·la Ecué-Yamba-Ó!. Ja en llibertat condicional, el març del 1928, en un congrés de periodistes a l'Havana, conegué el poeta francès Robert Desnos, que l'ajudà a fugir a França.

### Exili a França
Carpentier residí a França des del 1928 al 1939. Coincidí amb el boom del moviment surrealista, els membres del qual el reberen amb els braços oberts. Fou una època de gran enriquiment personal i d'introducció a noves tècniques literàries i funcions expressives.
S'establí a París i col·laborà en diverses revistes franceses i cubanes amb poemes i articles sobre música. També s'integrà als cercles musicals de la ciutat, col·laborant amb el compositor francès Darius Milhaud, el brasiler Heitor Villa-Lobos i el cubà Alejandro García Caturla. Aquest grup es dedicà a la producció de poemes, llibrets i altres textos, com Poèmes des Antilles, un recull de cançons amb lletra d'Alejo Carpentier i música de M.F. Gaillard. Carpentier també escrigué la sèrie d'articles Ensayos convergentes (1928).
Recolzat per Desnos, Carpentier s'integrà en el moviment surrealista, que tant havia d'influir sobre la seva obra literària. Els seus dos primers relats, El estudiante i El milagro del ascensor, són d'estil surrealista. Tot i que és conegut sobretot per la seva obra en castellà, Carpentier també podia escriure en francès. Carpentier col·laborà en la Révolution surréaliste i conegué els poetes Louis Aragon, Tristan Tzara i Paul Eluard, i als pintors Giorgio de Chirico, Yves Tanguy i Pablo Picasso.
El 1933 acabà la seva primera novel·la, ¡Ecué-Yamba-Ó!, i viatjà a Madrid. El 1936, després de la caiguda del règim de Machado, feu un viatge a Cuba, tornà a París i a Espanya després de l'esclat de la Guerra Civil Espanyola. Del 1932 al 1939, Carpentier treballà a la radiodifusió francesa, on feia efectes de so i sincronització musical. Arribà a ser director dels Estudis Foniric, on dirigí la producció de programes de ràdio amb les tècniques més modernes. Dirigí les gravacions de poemes de Walt Whitman, Edgar Allan Poe, Langston Hughes, Louis Aragon i d'altres.
El temps que Carpentier passà a França contribuí a formar la seva identitat com a escriptor. Segons ell mateix va dir: «em va ensenyar a veure textures, aspectes de la vida americana que no havia copsat […] Vaig entendre que darrere d'aquell nativisme hi havia quelcom més, el que vaig anomenar els contextos: context tel·lúric i context èpic polític: qui trobi la relació entre un i altre escriurà la novel·la americana». Al final de la seva estada a França, Carpentier confesà: «sento ardentment el desig d'expressar el món americà». «Amèrica se'm presentava com una enorme nebulosa, que mirava d'entendre, perquè tenia la fosca intuïció que la meva obra es desenvoluparia aquí, que seria profundament americana».

### Viatge a Haití i a Mèxic
El 1943 viatjà a Haití amb la seva esposa Lilia Esteban i amb el director teatral Louis Jouvet. Fou un viatge de descobriment del món americà, d'allò que ell anomenà «lo real maravilloso». Producte d'aquesta experiència és l'obra El reino de este mundo, publicada a Mèxic el 1949. Després del seu viatge a Mèxic el 1944, realitzà importants investigacions musicals. Publicà La música en Cuba a Mèxic el 1945.

### Exili a Veneçuela
Carpentier visqué autoexiliat a Caracas (Veneçuela) entre el 1945 i el 1959. Alguns crítics consideren aquesta etapa com la «més fecunda de la seva vida»: la dedicà a posar sobre el paper tot el que havia après a les seves peripècies prèvies com a estudiós, periodista, crític musical i editor de contes. El març del 1948 acabà d'escriure El reino de este mundo, publicada a Mèxic la primavera del 1949. És la primera novel·la acabada en més de 15 anys. Müller-Bergh comparà El reino de este mundo amb la seva opera prima, ¡Ecué-Yamba-Ó!, i opina que s'hi aprecia una notable maduresa en la selecció dels materials narratius i una millora estilística.
També a Caracas creà íntegrament tres més de les seves grans novel·les: Los pasos perdidos (1953), inspirada en la geografia veneçolana, El acoso (1956) i El Siglo de las luces, acabada el 1958 però publicada quatre anys més tard. A més, aprofità la seva estada a Veneçuela per conèixer millor la natura del continent americà. El 1947 viatjà a l'interior del país, travessant zones deshabitades fins a Ciudad Bolívar. A San Carlos de Río Negro hi conegué algunes tribus originàries americanes. Tal com diria més tard, durant aquest viatge «sorgí en mi la primera idea de Los pasos perdidos. Amèrica és l'únic continent on diverses edats coexisteixen». Amb aquest llibre guanyà el premi de la crítica parisenca al millor llibre estranger.
La novel·la curta El acoso, publicada el 1956, presenta un episodi sagnant entre bandes terroristes rivals, inspirat pels esdeveniments de l'època de desordres que seguí a la caiguda del dictador Machado. El Siglo de las luces s'inspira en part en un viatge que Carpentier feu al golf de Santa Fe, a la costa veneçolana. Carpentier explicà que, tot i que la novel·la quedà acabada el 1958, no es publicaria fins al 1962 perquè «necessitava retocs, i el canvi que s'observava en la vida i en la societat cubanes em resultà massa apassionant perquè pogués pensar en cap altra cosa». Carpentier explica que «el triomf de la Revolució cubana em feu pensar que havia estat absent del meu país massa temps». Feu plans per tornar definitivament a Cuba i vengué els drets cinematogràfics de Los pasos perdidos a un consorci internacional.
Durant la seva estada a Veneçuela, Carpentier també hi escrigué la majoria dels seus contes, i alguns crítics creuen que és molt possible que els hagués escrit en altres llocs, com Los advertidos i El derecho de asilo, que tenen per fonts temes, anècdotes i personatges veneçolans.
Carpentier també tingué una gran producció periodística a Veneçuela, amb prop de dos mil articles i cròniques sobre temes literaris i musicals a la seva columna Letra y solfa del diari El Nacional entre el 1950 i el 1959. A més, Carpentier també publicà molts més articles, assaigs i reportatges per al mateix diari i per a altres publicacions veneçolanes, cubanes i d'altres països. Carpentier també ensenyà literatura a la Universitat Central de Veneçuela i treballà per a l'agència de publicitat ARS de Caracas junt a intel·lectuals de la talla d'Arturo Uslar Pietri.

### Literatura i vida després d'El reino de este mundo
Carpentier tornà a Cuba, i a l'Havana, el 1959. El 1962 fou nomenat director executiu de l'Editorial Nacional de Cuba, organisme que es responsabilitzava de totes les publicacions oficials del govern revolucionari i de qualsevol altra institució pública cubana. També feu crítica literària a la Gaceta de Cuba i col·laborà en publicacions estrangeres com Sur, Insula i Les Langues Modernes.
La novel·la El siglo de las luces fou publicat a Mèxic el 1962. Carpentier fou designat per a un càrrec a l'ambaixada de Cuba a París. Publicà a París el recull d'assaigs Literatura y conciencia política en América Latina.
Carpentier també dirigí un programa cultural a Radio Habana el 1964, sobre la novel·la i la música a Amèrica Llatina com a temes principals. Al final del 1964, publicà a Mèxic el recull d'assaigs Tientos y diferencias. El 1965 acabà el llibre El año 59, sobre la Revolució cubana a l'Havana. També escrigué una obra teatral titulada El aprendiz brujo.
El 1972 s'editaren a Barcelona El derecho de asilo, Concierto barroco i El recurso del método. A Cuba li van fer un extens homenatge pel seu setantè aniversari. Tres anys després, la Universitat de L'Havana li concedi el títol de Doctor Honoris Causa en llengua i literatura hispàniques i rebé el premi internacional Alfonso Reyes. Rebé el premio mundial "Cino del Duca", la dotació del qual donà al Partit Comunista de Cuba.
El 1976, la Societat d'Estudis Espanyols i Hispanoamericans de la Universitat de Kansas li atorgà el títol d'Honorary Fellow. Fou elegit diputat a l'Assemblea Nacional del Poder Popular de Cuba. El 1978 rebé el Premi Miguel de Cervantes, de mans del rei d'Espanya. Donà al Partit Comunista la retribució material del premi.
L'Editorial Siglo XXI publicà La consagración de la primavera el 1979. El arpa y la sombra fou editada a Mèxic, Espanya i Argentina, i li valgué el Premi Medicis Estranger, el reconeixement més alt de França a escriptors estrangers.

## Estil i temes
Carpentier fou conegut com un dels primers a introduir el concepte de «lo real maravilloso» i el neobarroc a Amèrica Llatina. Això s'aprecia especialment a les seves obres ¡Écue-Yamba-O! (1933), Alabado sea el Señor (1933, sobre el folklore i la mitologia afrocubans), El reino de este mundo (1949) i Los pasos perdidos (1953).
A ¡Écue-Yamba-O! tingué una perspectiva més aviat etnològica. En aquesta obra s'hi presenta el tema de la cultura afro-cubana. S'hi critica la política de dependència de Cuba sota els Estats Units, i les fotos del llibre fan que l'obra es vegi com antropològica i no com de simple ficció. Algunes teories afirmen que la col·lecció d'imatges (que no representen éssers humans) reflecteixen la influència del surrealisme sobre Carpentier, així com una determinada visió de la cultura. En el pròleg d'El reino de este mundo, una novel·la sobre la revolució haitiana, descrigué la seva visió de «lo real maravilloso», que alguns crítics interpreten com a sinònim del realisme màgic, mentre que altres dissenteixen sobre això, en contrast amb l'opinió d'escriptors com ara Miguel Ángel Asturias o Gabriel García Márquez.
Com que la música era molt important per a Carpentier, té sentit que l'hagi utilitzat als seus llibres. Per exemple, per dotar de ritme i musicalitat al text d'El reino de este mundo, amb un enfocament afro-cubà, Carpentier utilitza l'idioma crioll. Trobem aquest recurs a prop de dues escenes molt importants en el llibre.
Encara que els escrits de Carpentier no siguin biogràfics, es pot observar clarament a les seves obres la influència dels esdeveniments de la seva vida. A més, es poden intuir els seus punts de vista i opinions a través dels seus personatges i arguments.
A Los pasos perdidos el protagonista ens porta a un viatge per la selva, un endinsament iniciàtic l'objectiu del qual és trobar l'origen de la música en vells instruments i formes de parla. A la selva hi escoltem tots els sons de la natura a mesura que el personatge s'endinsa a poc a poc en aquest món i es relaciona amb els seus habitants, malgrat que, finalment, aquesta integració resulta força superficial.
Moltes obres de Carpentier se centren al voltant del mestissatge cultural, la qual cosa és un aspecte essencial de la seva representació del ser llatinoamericà. A les seves primeres obres, Carpentier escrigué molt sobre els negres i l'experiència de l'home en relació amb el cosmos. Es va interessar molt per la cultura i la música afro-cubanes, i això es nota amb claredat a les seves obres. Fins i tot en el seu conte Histoire de Lunes, escrit en francès, hi apareix el tema de la cultura afro-cubana. L'home blanc, que apareix més aviat poc a les obres de Carpentier, representa quatre institucions opressives de l'Amèrica llatina: la presó, l'Església, l'esclavitud i l'imperialisme estranger. Amb aquest estil s'expliquen els ritmes africans a la poesia de Carpentier.
El viatge també és molt important a les obres de Carpentier. En totes les seves obres hi ha personatges que fan un viatge o d'alguna manera es troben en moviment, cosa que segurament reflecteix la vida viatgera de Carpentier.

## Alejo Carpentier i"lo real maravilloso"
Carpentier introduí la idea de lo real maravilloso en un article publicat al diari El Nacional el 1948. L'any següent aparegué a la introducció d'El Reino de Este Mundo. Encara avui no s'han pogut posar d'acord els estudiosos de la literatura sobre quina diferència real hi ha entre lo real maravilloso i el realisme màgic, si és que realment hi ha alguna diferència.
Carpentier exposà la seva idea a la introducció de la novel·la El Reino de Este Mundo, com s'ha dit:
«Caminava per una terra on milers d'homes assedegats de llibertat havien cregut en els poders licantròpics de Mackandal, a punt que aquell col·lectiu produís un miracle el dia de llur execució... A cada pas trobava el real meravellós.» Al final de la introducció, Carpentier planteja una pregunta als futurs lectors: «Però què és tota la història d'Amèrica sinó una crònica del real-meravellós?.» D'aquesta manera aïllà el seu concepte a quelcom exclusivament llatinoamericà (però no només cubà). A El reino de este mundo, allò que és "real meravellós" constitueix una perspectiva més de la història, és a dir, que no és necessàriament una ficció.
Més tard, afegí una altra descripció en el llibre Alejo Carpentier: América, la imagen de una conjunción: 
«Lo real maravilloso és això, <aquesta inesperada alteració de la realitat>, una revelació privilegiada, una il·luminació inhabitual, una fe creadora de tot el que necessitem per viure en llibertat; una tasca de recerca d'altres dimensions de la realitat, somni i execució, ocurrència i presència.»
El "realisme màgic" és un terme encunyat pel crític d'art alemany Franz Roh a l'assaig de 1925 Postexpresionismo: los problemas de la nueva pintura europea, publicat a la Revista de Occidente d'Ortega y Gasset, després d'un cert debat aplicat a les produccions literàries hispanoamericanes. Juan Barroso definí d'aquesta manera el realisme màgic: «...la combinació de temes que reflecteixen la realitat dins d'una exactitud i profunditat de detalls amb tècniques que, tot i que trenquen amb les lleis, romanen dins de la unitat total de l'obra.»
El “real meravellós” s'ha de veure com el producte de la relació de Carpentier amb el surrealisme, així com del contacte amb la realitat llatinoamericana. Amb aquesta expressió pròpia, Carpentier volgué diferenciar la realitat surrealista llatinoamericana de la creada al Vell Continent; és a dir, que allò que per al surrealisme europeu havia de ser producte d'una creació literària, per al llatinoamericà esdevenia el pa de cada dia, que hom es podia trobar diàriament a qualsevol indret del continent. L'element important a lo real maravilloso de Carpentier és el miracle de la quotidianitat llatinoamericana vist sense necessitat de creure en res més, si no és la mateixa meravella de la creació que hom viu dia a dia a Llatinoamèrica.

## Llegat
Les obres de Carpentier han tingut un gran impacte en el món literari i cultural de l'Amèrica Llatina. Carpentier intenta canviar l'enfocament de l'experiència llatinoamericana amb noves perspectives, i inclou llur pròpia experiència, mercès al seu complex fons cultural.
Hom diu que Carpentier ofereix una nova perspectiva del passat colonial d'Amèrica Llatina.
El món novel·lístic de Carpentier ha creat un univers on «els mateixos problemes es repeteixen amb insistència, sempre en situacions diferents, sempre en temps diferents, sempre en escenaris canviants». Ha creat el concepte de l'home que és sempre igual per al novel·lista, i el temps és una mera il·lusió en un univers on els homes viuen en un temps sense temps. Els personatges que crea Carpentier són «personatges d'avui, però també d'ahir i segurament de demà» que participen en revolucions d'ahir que també podrien ser les revolucions de demà, i a les seves obres hi podem veure la presentació de temes històrics i personals més variats mitjançant la superposició de diversos plans en l'àmbit individual i en l'àmbit social. Aquesta visió del temps i de la història és una de les influències clau que Carpentier ha exercit sobre la literatura llatinoamericana. La descripció de la cultura d'Occident és també una de les característiques predominants de l'obra de l'autor. Aquesta influència és evident en autors de tot el continent, com el xilè José Donoso (El obsceno pájaro de la noche), el mexicà Fernando Del Paso (Noticias del Imperio), el colombià Germán Espinosa (La tejedora de coronas), així com en els novel·listes cubans contemporanis Leonardo Padura (La novela de mi vida) i Fernando Velázquez Medina (Última rumba en La Habana).
El 26 de desembre de cada any, aniversari de l'autor, s'atorga el "Premi de Novel·la, Conte i Assaig Alejo Carpentier". El premi fou instituït el 1999, dins de la IX Fira Internacional del Llibre de L'Havana.

## Obres i premis

### Música
Tot i que Carpentier és conegut sobretot com a autor, també era musicòleg. La música era un element molt present a la seva família: l'àvia i la mare eren pianistes, i el pare, violoncel·lista. Carpentier estudià teoria musical al Liceu Jason de Sailly de París i a l'Institut de Segon Ensenyament de L'Havana; era pianista. Durant el temps que va passar a França, Carpentier entrà als cercles musicals parisencs i col·laborà amb uns quants compositors, amb el resultat de poemes, llibrets i texts per a diverses obres musicals:
- Yamba-Ó, tragèdia burlesca, amb música de M.F. Gaillard, estrenada al Théâtre Beriza, París, 1928.
- Poèmes des Antilles, nou cants amb lletra d'Alejo Carpentier i música de M.F. Gaillard, Edition Martine, París, 1929.
- Blue, poema amb música de M.F. Gaillard, Edition Martine, París.
- La Passion Noire, cantata per a deu solistes, cor mixt i altaveus, amb música de M.F. Gaillard, estrenada en París, juliol del 1932.
- Dos poemas afrocubanos, Mari-Sabel y Juego Santo, per a veu i piano, amb música d'A.G. Caturla, Edition Maurice Senart, París, 1929.

### Novel·les
- ¡Écue-Yamba-O! (1933)
- El reino de este mundo (1949)
- Los pasos perdidos (1953)
- El acoso (1958), novel·la curta
- El Siglo de las Luces (1962)
- Concierto barroco (1974), novel·la curta
- El recurso del método (1974)
- La consagración de la primavera (1978)
- El arpa y la sombra (1978)

### Contes i relats
- Viaje a la semilla (1944)
- Guerra del tiempo (1956)
- El Camino de Santiago (1967)
- Los convidados de Plata (1972)

### Assaigs
- La música en Cuba (1946)
- Tristán e Isolda en tierra firme (1949)
- Tientos y diferencias (1964)
- Literatura y conciencia en América Latina (1969)
- La ciudad de las columnas (1970)
- América Latina en su música (1975)
- Letra y solfa (1975)
- Razón de ser (1976)
- Afirmación literaria americanista (1979)
- Bajo el signo de Cibeles. Crónicas sobre España y los españoles (1979)
- El adjetivo y sus arrugas (1980)
- El músico que llevo dentro (1980)
- La novela latinoamericana en vísperas de un nuevo siglo y otros ensayos (1981)
- Conferencias (1987)

### Llibret d'òpera
- Manita en el suelo, música d'Alejandro García Caturla.

### Filmografia
- El recurso del método, direcció de Miguel Littín, Mèxic-Cuba-França, 1978, adaptació de la seva novel·la homònima (1974).
- Cortázar: Apuntes para un documental, direcció d'Eduardo Montes-Bradley, Argentina, 2001 (participació testimonial).

### Premis
- El 1956 guanya el Premi al Millor Llibre Estranger per la novel·la Los pasos perdidos (França)
- El 1975 rep un Doctorat Honoris Causa per la Universitat de L'Havana (Cuba)
- El 1975 guanya el Premi Internacional Alfonso Reyes (Mèxic)
- És fet Membre Honorari de la Universitat de Kansas (Estats Units)
- Guanya el Premi Mundial Cino del Duca (França)
- El 1977 guanya el Premi Cervantes (Espanya)
- El 1979 guanya el Premi Medicis Estranger (França)